# Brenthis daphne
La dafne (Brenthis daphne (Bergsträsser, 1780)) è un lepidottero appartenente alla famiglia Nymphalidae, diffuso in Eurasia.

## Descrizione

### Adulto
La Brenthis daphne è una farfalla di grandezza media che raggiunge un'apertura alare tra i 40 e i 50 mm. La parte dorsale (superiore) delle ali è di un colore arancio-oro con delle macchie irregolari, specialmente punti e linee, di colore nero-marrone scuro che diminuiscono di frequenza avvicinandosi all'attaccatura delle ali. Il bordo delle ali è invece di un giallo molto chiaro tendente al bianco.

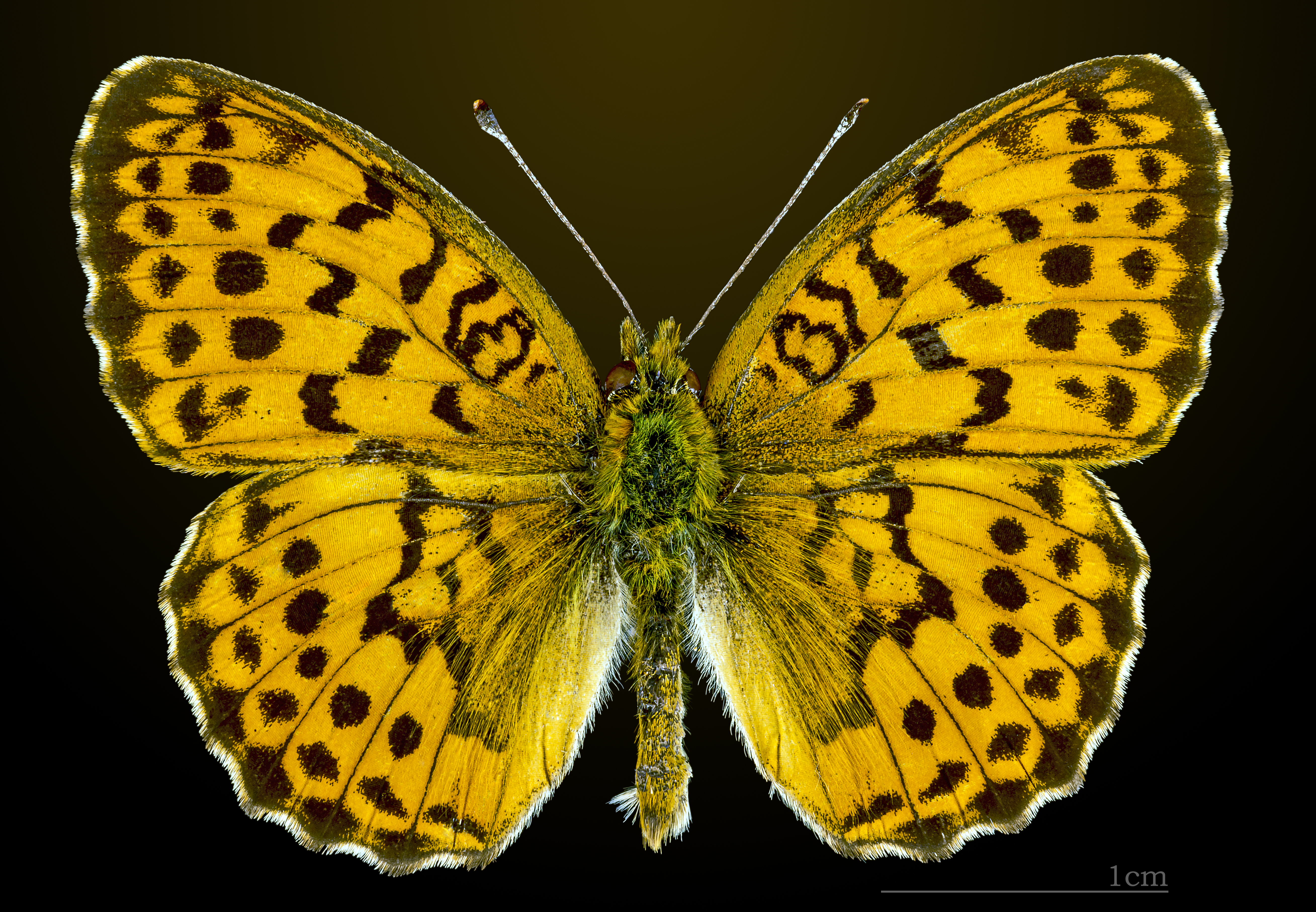
Sezione dorsale

La parte ventrale (inferiore) delle ali invece non è morfologicamente uguale. Infatti, si può suddividere in 2 parti distinte: la metà anteriore e quella inferiore. La parte anteriore è molto simile alla sezione dorsale, quindi di un giallo-arancione dorato, ma in questa parte le macchie nere-marroni sono molto meno frequenti. La metà inferiore invece è molto differente; vicino all'attaccatura delle ali i colori più ricorrenti sono il verde chiaro e il giallo pallido. Nella parte centrale di questa parte abbiamo una zona che solitamente tende al violetto e al marrone in cui le diverse macchie nere contengono dei puntini bianchi. Il bordo in questo caso è di colore marrone chiaro. Infine, essa non presenta nessun dimorfismo sessuale. 

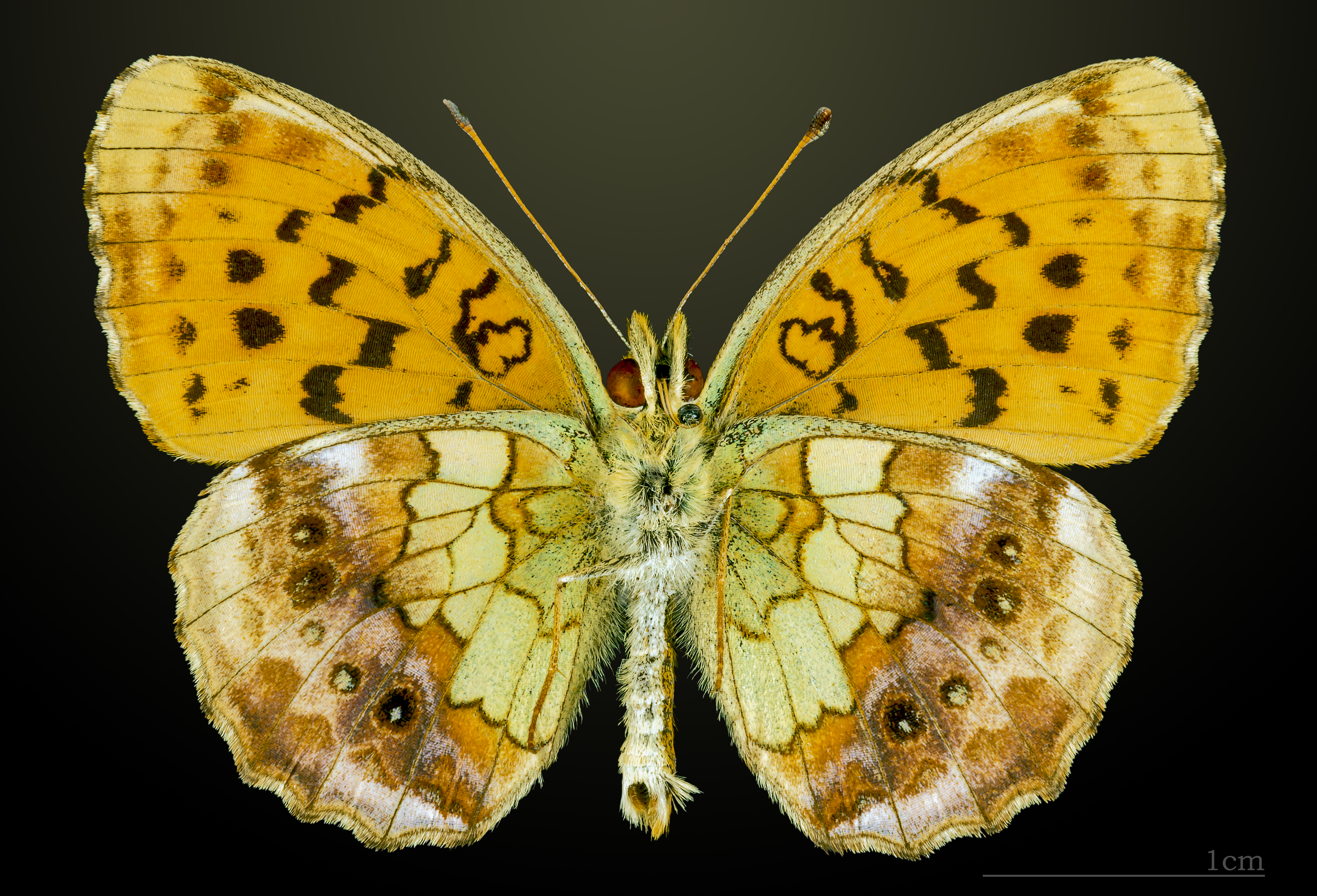
Sezione ventrale

### Uovo
Le uova vengono deposte a luglio individualmente sopra le foglie delle piante della famiglia delle Rosaceae, come i lamponi (Rubus idaeus), i rovi (Rubus fruticosus), e sulle viole (Viola). La durata della deposizione delle uova dura 14 giorni, quest'ultime avranno una forma molto simile a quella di un cono.  Esse presentano delle forti nervature longitudinali che sono gonfiate come nella Brenthis ino, una specie molto simile alla Dafne, che fuoriescono dalla superficie dell'uovo. Quest'ultimo ha un colore che va dal giallo al marrone chiaro.

### Larva
Il bruco è lungo circa tra i 25 e i 35 millimetri e ha una doppia linea bianca sul dorso e delle linee bianche giallastre più larghe parallele alle linee bianche. La testa presenta un colore tendente al marrone-giallastro. I bordi e le protuberanze appuntite, simili a spine, sono invece di colore marrone chiaro. Nel giro di 10 giorni il bruco dovrebbe schiudersi e svernare. Nella maggior parte delle popolazioni di B. daphne dell'Europa centrale, i bruchi si sviluppano all'interno dell'uovo e usciranno solo dopo lo svernamento sotto forma di giovani bruchi. Durante il giorno quest'ultimi possono essere osservati sulle foglie delle piante di more, lamponi e viole in luoghi soleggiati e caldi, da metà maggio fino all'inizio di giugno. Essi si chiuderanno poi in dei bozzoli sottili che verranno ancorati attraverso una rete alla base delle foglie. 

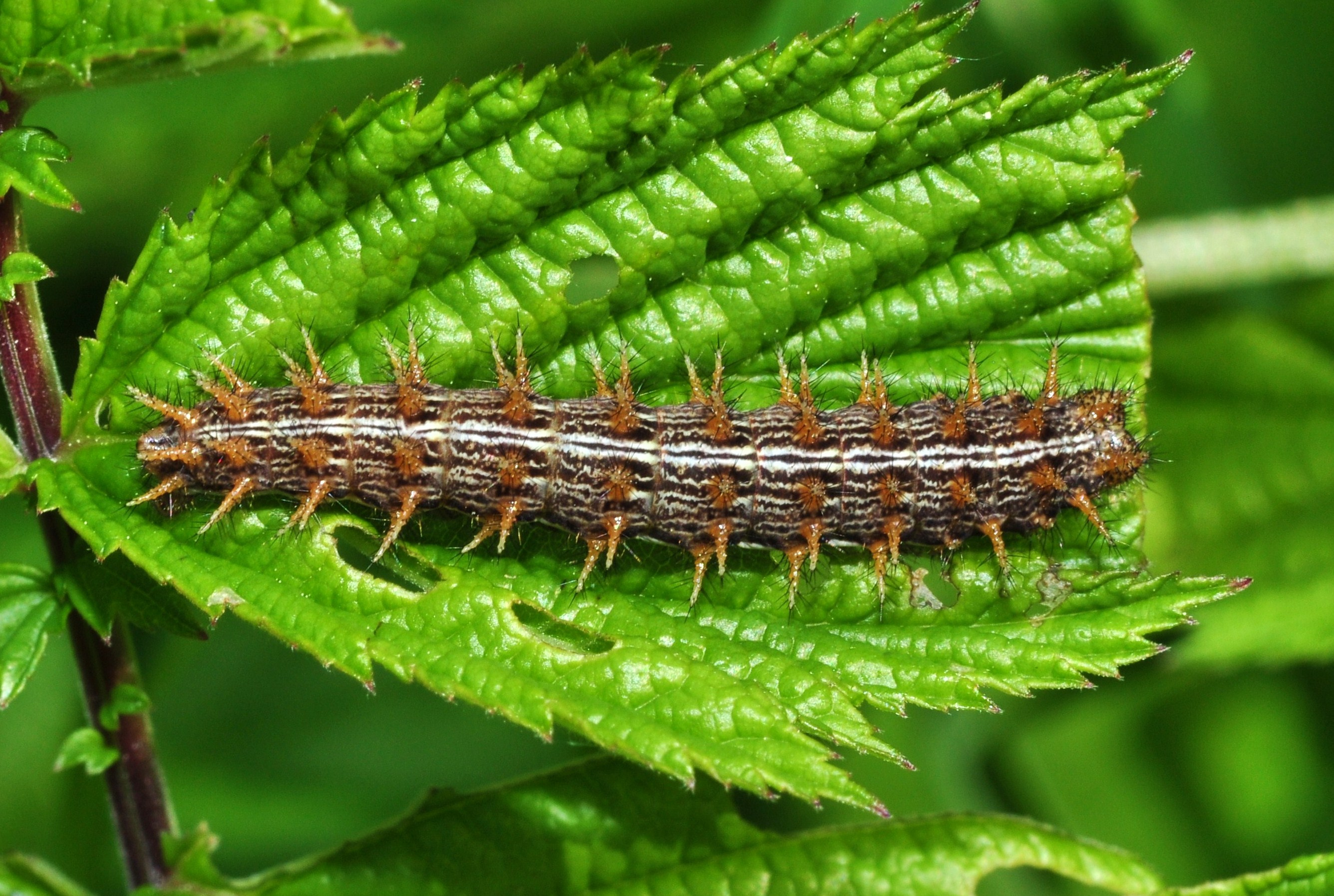
Bruco della Brenthis daphne

### Pupa
La pupa di B. daphne presenta una doppia serie di cuspidi (spine) appuntite, di colore oro brillante, che partono dal retro fino alla testa della pupa. Le pupe sono spesso di un brillante bianco sporco, ma possono anche diventare più scure e tendere al marrone. Il periodo della pupa dura, a seconda delle condizioni meteorologiche, da 10 a 14 giorni.

## Biologia
Le femmine depongono le uova a luglio sulla parte superiore delle foglie delle piante che utilizzano come fonte di nutrimento.

### Alimentazione
Questa farfalla si nutre principalmente del nettare delle piante di more, lamponi e viole, ma saltuariamente anche di piante di cardo (Carduus sp.), origano (Origanum sp.) e buddleja. Il bruco si nutre invece delle foglie e dei frutti delle medesime piante.

### Periodo di volo
Questa specie di farfalle si riproduce una volta all'anno, ed è quindi chiamata "univoltina". La riproduzione avviene nel periodo che parte da fine maggio fino ad inizio agosto.

## Distribuzione e habitat
B. daphne è una farfalla dell'ecozona paleartica, perciò la troviamo al Sud dell'Europa e dell'Asia. Principalmente è diffusa nell'Europa meridionale (46º parallelo Nord): in Grecia, in Italia, in Svizzera, nel Sud della Francia, nel Nord della Spagna, nel Sud della Germania, in Polonia, nei Balcani, nel Nord-Est della Turchia e in buona parte dell'Asia centrale arrivando fino alle regioni del Sud della Siberia, della Mongolia, della Cina e del Giappone. Nonostante sia molto diffusa in molte nazioni d'Europa, essa è molto difficile da reperire perché si può trovare solo a livello locale.
Al Sud della Alpi e in Alsazia si trovano grandi popolazioni, mentre in Germania sono sempre più rare e rischiano di estinguersi. Nelle isole del Mar Mediterraneo è quasi completamente assente, ad eccezione del Nord della Sicilia e nell'isola greca di Samos.
B. daphne preferisce vivere in zone soleggiate soprattutto nelle valli, nei prati e nelle radure boschive, che abbondano di cespugli e rovi ricchi di fiori. In particolare, questa fitta vegetazione viene usata dall'esemplare adulto come luogo di riposo al riparo dalla luce del sole. Principalmente questa farfalla trova delle condizioni favorevoli per la vita tra i 75 e i 1750 metri di altitudine. Il periodo perfetto per avvistare gli esemplari adulti parte da fine maggio fino alla fine di luglio.

## Conservazione
La popolazione di questa specie di farfalla è stata notevolmente ridotta con l'espansione dell'attività vinicola specialmente attraverso l'aumento dell'utilizzo di erbicidi nei vigneti. Inoltre, molti suoi habitat sono stati distrutti a causa dell'attività industriale, ad esempio attraverso la creazioni di cave, discariche e luoghi di raccolta.
Alcuni luoghi di volo sono stati messi sotto protezione, per evitare l'utilizzo di essi per l'attività vinicola o industriale.

## Tassonomia
La specie Brenthis daphne è stata descritta per la prima volta dagli zoologi Johann Ignaz Schiffermüller e Michael Denis nel 1775, con il nome iniziale di Papilio hecate e rinominata nel 1780 dall'entomologo Johann Andreas Benignus Bersträsser.

### Sinonimi
- Papilio daphne [Denis & Schiffermüller, 1775 & Bergsträsser, 1780]
- Papilio chloris [Esper, 1778]
- Papilio epidaphne [Fruhstorfer, 1907]
- Papilio nikator [Fruhstorfer, 1909]
- Papilio japygia [Stauder, 1921]
- Papilio taccanii [Turati, 1932]
- Papilio praenikator [Verity, 1933]
- Papilio anatolica [Belter, 1935]
- Papilio siriana [Belter, 1935][9]

### Specie simili
- Brenthis ino
- Brenthis hecate